# Lijst van voetbalinterlands Chili - Verenigde Staten (vrouwen)
Deze lijst van voetbalinterlands is een overzicht van alle officiële voetbalinterlands tussen de nationale vrouwenteams van Chili en de Verenigde Staten. De landen hebben tot nu toe drie keer tegen elkaar gespeeld.

## Wedstrijden
| № | Plaats   | Datum            | Competitie        | Wedstrijd                | Uitslag |
| - | -------- | ---------------- | ----------------- | ------------------------ | ------- |
| 1 | Carson   | 31 augustus 2018 | Vriendschappelijk | Verenigde Staten − Chili | 3 − 0   |
| 2 | San Jose | 4 september 2018 | Vriendschappelijk | Verenigde Staten − Chili | 4 − 0   |
| 3 | Parijs   | 16 juni 2019     | WK 2019           | Verenigde Staten − Chili | 3 − 0   |

## Samenvatting
| Competitie        | Totaal gespeeld | Winst Chili | Gelijk | Winst Verenigde Staten | Doelsaldo Chili – Verenigde Staten |
| ----------------- | --------------- | ----------- | ------ | ---------------------- | ---------------------------------- |
| WK-eindronde      | 1               | 0           | 0      | 1                      | 0 − 3                              |
| Vriendschappelijk | 2               | 0           | 0      | 2                      | 0 − 7                              |
| Totaal            | 3               | 0           | 0      | 3                      | 0 − 10                             |